# Appenzeller Sennenhund
Der Appenzeller Sennenhund ist eine von der FCI anerkannte Hunderasse (FCI-Gruppe 2, Sektion 3, Standard Nr. 46).

## Sennenhunderassen
Von den Schweizer Sennenhunden gibt es vier verschiedene Hunderassen  (der Grösse nach geordnet, beginnend mit der grössten und schwersten Rasse):
- Grosser Schweizer Sennenhund
- Berner Sennenhund
- Appenzeller Sennenhund
- Entlebucher Sennenhund

## Herkunft und Geschichtliches
Der Appenzeller Sennenhund gehört zu den Bauernhunden. Die Hunde haben sich zusammen mit der einheimischen bäuerlichen Wirtschaftsform entwickelt und sind für (und durch) die Schweizer Bauern und Hirten zu dem geworden, was sie heute ausmacht: sie sind gute Hüter und Treiber des Viehs und auch als Wächter gut geeignet. Die Bauern im Appenzellerland und den umliegenden Bergkantonen betrachten ihre Hunde noch immer unter dem Gesichtspunkt der Gebrauchstüchtigkeit und züchten weniger nach rassebedingter Schönheit.

## Beschreibung
Der gut proportionierte Hund hat ein stockhaariges, schwarzes Fell mit symmetrischen braunen und weissen Abzeichen. Das Fell ist sehr pflegeleicht. Eine havannabraune Grundfarbe des Fells ist ebenfalls erlaubt. Die Rüden können 52 cm bis 56 cm gross werden, Hündinnen zwischen 50 cm und 54 cm. Bezüglich Gewicht legt sich der Standard nicht fest. Die Rute des Appenzeller Sennenhundes ist gekringelt und wird auch als Posthorn bezeichnet.

## Verwendung
Der Appenzeller Sennenhund ist zum Hüten und Treiben von Rindern geeignet, kennt jedes Tier seiner Herde und ist damit seinem Verwandten, dem Entlebucher Sennenhund, ähnlich. Dieser energisch und flink agierende Hund kann auch eine grosse Anzahl verstreute Tiere auf weiten Gebieten zusammentreiben. Er ist wetterhart, intelligent und wachsam – somit ist er ein guter Wächter und auch als Lawinenhund geeignet.
In der letzten Zeit werden die Appenzeller Sennenhunde auch vermehrt mit grossem Erfolg als Blindenführhunde ausgebildet und eingesetzt.

## Wesen und Haltung
Der Appenzeller Sennenhund bewegt sich gern und braucht angemessene Beschäftigung. Meist zeigt er sich sehr sozial sowohl Menschen als auch anderen Hunden gegenüber. Als aufmerksamer Wächter bellt der Appenzeller Sennenhund gern und lautstark, allerdings ist er kein üblicher „Kläffer“. Sein helles Organ ist für seine Rasse markant.
Er hat eine gute Auffassungsgabe, ist sehr lernwillig und -fähig und wird bei guter Erziehung schnell gehorsam. Die Erziehung des Appenzellers ist wegen seines guten Einfühlungsvermögens bei Mimik und Gestik seiner Bezugspersonen vergleichbar unkompliziert; Stringenz ist aber sehr förderlich.